# Laugh Track
Laugh Track — десятый студийный альбом американской инди-рок группы The National. Это альбом-сюрприз, релиз которого состоялся 18 сентября 2023 года. Записи были сделаны вместе с материалом из более раннего альбома группы 2023 года First Two Pages of Frankenstein.

## История
После перерыва во время пандемии COVID-19 группа воссоединилась и приступила к работе над девятым студийным альбомом. Поначалу, переживая трудный период творческого кризиса, Бернингер и группа в конечном итоге спродюсировали достаточно материала для записи двух альбомов. Их первым музыкальным релизом с сессий стал «Weird Goodbyes» 22 августа 2022 года с участием Bon Iver.
The National выпустили свой девятый студийный альбом First Two Pages of Frankenstein 28 апреля 2023 года. Альбом не содержал признаков прощания, а участник группы Аарон Десснер намекнул на еще один скорый релиз.
В августе 2023 года были выпущены синглы «Alphabet City» и «Space Invader». На концерте, где был анонсирован альбом, группа продала публике 1000 копий виниловых пластинок за 3 дня до официальной даты релиза.

## Список композиций
1. Alphabet City — 3:44
2. Deep End (Paul’s in Pieces) — 4:29
3. Weird Goodbyes (feat. Bon Iver) — 5:04
4. Turn Off the House — 4:35
5. Dreaming — 3:46
6. Laugh Track — 4:24
7. Space Invader — 6:58
8. Hornets — 4:35
9. Coat on a Hook — 4:58
10. Tour Manager — 4:26
11. Crumble — 4:35
12. Smoke Detector — 7:47

## Отзывы
Томас Смит из NME оценил Laugh Track на 4 звезды из 5, охарактеризовав его как «неожиданный альбом-компаньон, который громче, непосредственнее и грубее, чем его предшественник», и по сравнению с First Two Pages of Frankenstein, этот альбом имеет «более свободную структуру, и решение дать музыке возможность расти, мелодически и лирически, себя оправдывает».
Эван Ритлевски из Pitchfork, оценил этот релиз на 6.8 балла из 10, написав, что он «расширяет подавленное настроение и затворническую направленность своего предшественника», и что оба альбома «чрезмерно полагались на запрограммированные барабаны», но в этом релизе больше «блаженного, легкого ритма», чем на First Two Pages of Frankenstein.